# دیگنا سینکه
دیگنا سینکه (هلندی: Digna Sinke؛ زادهٔ ۱۷ اکتبر ۱۹۴۹) تهیه‌کننده فیلم، کارگردان فیلم، و فیلم‌نامه‌نویس اهل هلند است.